# Méthymne
Méthymne (grec moderne : Μήθυμνα, parfois transcrit sous la forme Míthymna), également couramment appelée Mólyvos (Μόλυβος) est une petite ville grecque située sur la côte nord de l'île de Lesbos, à une soixantaine de kilomètres de Mytilène, la principale ville de l'île.
Méthymne comptait 2 255 habitants au recensement de 2011. Avant 2010, elle constituait une municipalité du même nom, englobant trois hameaux alentour (Argennos, Lepetymnos et Sykaminea). À l'entrée en vigueur de la réforme du gouvernement local en 2011, Méthymne perd son statut de municipalité et est intégrée au dème de Lesbos, dont il devient une unité municipale. Depuis 2019, la ville est rattachée au dème de Lesbos-Ouest à la suite de la suppression du dème unique de Lesbos dans le cadre du programme Clisthène I.

## Toponymie
Dans la tradition mythologique, la ville tire son nom d'une des filles du roi pélasgien Macarée qui portait le prénom de Méthymne (Μήθυμνα) ; celle-ci avait pour sœurs Mytilène (Μυτιλήνη), Antissa (Αντισσα), Arisvi (Αρίσβη) et pour frère Eressos (Ερεσσος), qui ont également donné leur nom à des cités de l'île.
Dans le dialecte éolien, le nom apparaît initialement sous la forme Mathymna (Μάθυμνα) comme en témoignent monnaies et inscriptions. En revanche, dans le dialecte ionien-attique, le nom apparaît sous la forme Méthymne (Μήθυμνα), qui finira par s'imposer dans tout le monde grec.
La dénomination Molyvos apparaît au XIVe siècle au moment de l'expansion génoise en mer Égée et de l'acquisition par la famille des Gattelusi de plusieurs îles (Lesbos, Lemnos, Chios...). Elle aurait pour origine la contraction du français "Mont d'Olives". Les deux noms coexistent depuis cette époque, même si depuis le rattachement de Lesbos à la Grèce en 1912, c'est officiellement l'appellation Mithymna qui fait foi.

## Histoire
Cette très ancienne cité grecque de l'île de Lesbos fut fondée par les Éoliens vers le Xe siècle av. J.-C.

### Antiquité
Méthymne tombe sous la domination des Perses et participe à la révolte de l'Ionie. Elle est contrainte, ainsi que toutes les cités ioniennes, à fournir des navires de guerre à Darius Ier, puis à Xerxès Ier au cours des guerres médiques. D'après Théophraste, qui cite l'historien Myrsilos de Lesbos, il existait un important sanctuaire d'Apollon sur le mont Lépétymnos. Apollon et Artémis recevaient un culte particulier des habitants de Lesbos. Théophraste rapporte également que le tombeau du héros homérique Palamède se trouvait sur les flancs de ce même mont.
Elle entre, avec Mytilène, dans la ligue de Délos mais refuse l'alliance spartiate en 429 et ne se révolte pas contre Athènes. Son territoire est ainsi épargné lors de la terrible réaction athénienne en 428. Elle passe cependant sous l'influence lacédémonienne après la bataille d'Aigos Potamos en 405.
Au IVe siècle, Memnon de Rhodes, en lutte contre Alexandre le Grand, installe à la tête de la cité vers 334 le tyran Aristonicos, favorable aux Perses. Celui-ci est cependant fait prisonnier l'année suivante à Chios et Méthymne se rallie au roi de Macédoine.

#### Liste des tyrans de Méthymne
- 334-333 av. J.-C. : Aristonicos. Représentant la tendance oligarchique, hostile à Alexandre le Grand et favorable aux Perses, il fut installé à la tête de la cité par Memnon de Rhodes. Son règne fut éphémère car il fut fait prisonnier l'année suivante à Chios avec le satrape Pharnabaze par les troupes macédoniennes.

### Période chrétienne
En tant que cité chrétienne, Méthymne fut ensuite le siège d'un évêché.
Une forteresse y fut construite vers le XIIIe siècle pour assurer sa défense, aussi bien contre les « Francs » que contre les Turcs.

## Personnages attachés à la cité
Méthymne est la patrie de :
- Arion de Méthymne, poète, supposé inventeur du dithyrambe ;
- Asclépiade de Méthymne, poète lyrique ;
- Myrsilos de Méthymne, historien.